# Amtsbaufirma
Unter einer Amtsbaufirma verstand man in der Bundesrepublik Deutschland in den 1950er bis 1990er Jahren ein Unternehmen, das Zulieferer für Staatsbetriebe wie die Deutsche Bundespost oder die Deutsche Bundesbahn war. Hierbei waren marktwirtschaftliche Grundsätze nur eingeschränkt gültig, denn es sollten für die Beschaffung deutsche Unternehmen bevorzugt werden, um Arbeitsplätze im Inland zu sichern. Außerdem sollten Investitionen in Forschung und Entwicklung in Deutschland getätigt werden.
Ob diese Ziele erreicht wurden, ist jedoch strittig: So gab es die Auffassung, durch die Oligopolstellung seien die Unternehmen vom Markt abgekoppelt worden, wodurch ineffiziente Strukturen entstanden seien, die schließlich – insbesondere in der Kommunikationstechnologie – zu einem Anschlussverlust auf dem Weltmarkt geführt hätten.
Zu den Amtsbaufirmen gehörten Siemens, Standard Elektrik Lorenz (SEL), Telefonbau und Normalzeit sowie DeTeWe.